# Замок Данемейс

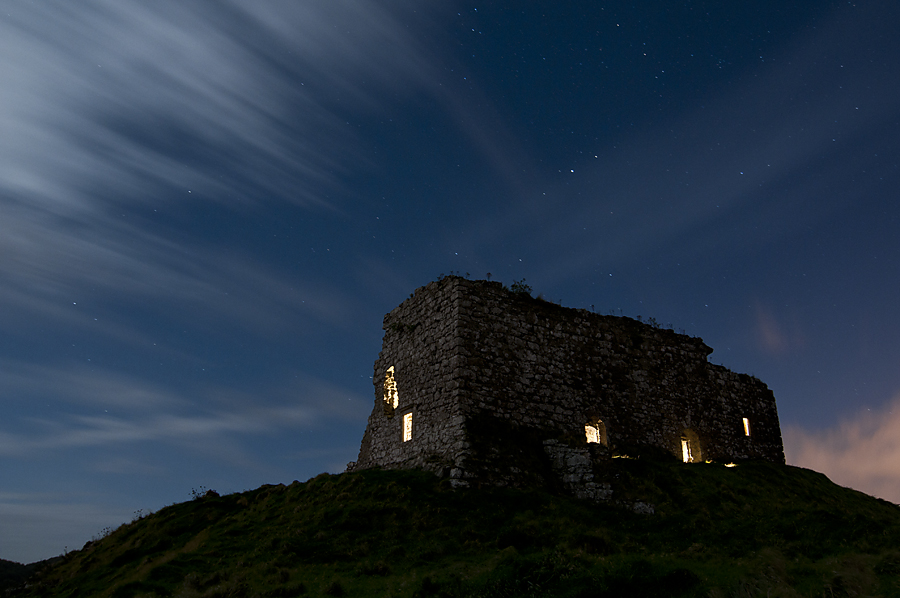
Замок Дун Маск вночі.

Замок Данемейс (англ. Dunamase Castle, ірл. Dún Másc) — замок Дун Маск, Фортеця Маска — один із замків Ірландії, розташований в графстві Леїш, біля дороги № 80, між містами Портлаваз та Стредбаллі, на скелястій вершині, що піднімається на рівниною на 151 фут. З замку відкривається вид на гори Слів Блум. Нині замок Дун Маск є пам'яткою історії та архітектури Ірландії національного значення.

## Історія замку Дун Маск
Археологічні розкопки, проведені в 1990-тих роках показали, що скеля Дун Маск була заселена ще в ІХ столітті, коли тут була споруджена фортеця, або Дун (так в давній Ірландії називали фортеці). Згідно ірландських літописів на фортецю Дун Маск в 842 році напали вікінги. У 845 році вікінги з Дубліна знову напали на фортецю Дун Маск. Під час штурму був вбитий настоятель місцевої церкви — абат Терріглас — Ед мак Дув да Хріс. Немає ніяких доказів, що після руйнування цієї фортеці вікінгами пагорб був заселений в Х — ХІ століттях. Замок на вершині гори був побудований в другій половині ХІІ століття.
Після англо-норманського завоювання Ірландії 1171 року замок Дун Маск став одним із стратегічно важливих замків в Ірландії. Саме в цьому замку Діармайд Мак Мурроу — король Ленстеру повернув дружину О'Рурку — королю Брейфне, після того як вона була викрадена ворогами. Отримавши допомогу від клану О'Коннор клан О'Рурк вигнав Мак Мурроу з замку Дун Маск і потім той втік з Ірландії. Мак Мурроу віддав замок Дун Маск своїй донці Аойф, що одружилась із завойовником Ірландії графом Стронбоу в 1170 році (це була частина угоди, яка гарантувала, що англо-норманські феодали повернуть колаборанту Діармайту Мак Мурроу його королівство Ленстер). 
Замок потім успадкувала їх дочка Ізабель. Таким чином замок дістався родині Маршалла. Вільям Маршалл потім став регентом Англії в часи короля Генріха ІІІ. Вільям Маршал мав 5 синів, але всі вони померли в молодості не одружившись. Землі Вільяма Маршалла були розділені між його дочками в 1247 році. Замок Дун Маск дістався Єві Маршалл, а потім дочці Вільяма Мод, що одружилась з Роджером Мортімером. Замок лишався в руках родини Мортімер до 1330 році, коли інший Роджер Мортімер був страчений за «державну зраду». Пізніше родина Мортімер була реабілітована. Замок лишався під контролем норманських феодалів. Замок був суттєво зруйнований в 1350 році.
Потім замок Дун Маск був захоплений ірландськими кланами і до XVI століття замком володів ірландський клан О'Мур. Про це все в свій час склали вірш, який переклав Вільям О'Ніл: «Даремно я чекаю і слухаю — Рорі Ог мертвий, / У залах Дун Маск замість нього хазяйнує сакс, / На землях його хазяйнує чужий лорд, / З часів Кухорба гордий О'Мур замок цей стереже…»
У часи повстання за незалежність Ірландії 1641 року замок не відігравав ніякої ролі і війна його оминула. У 1650 році замок був закинутий. У XVIII столітті сер Джон Парнелл почав будувати в замку бенкетний зал.